# Tobias Carlsson (skådespelare)
Tobias Carlsson, född 5 februari 1983 i Vislanda, Kronobergs län, är en svensk skådespelare, manusförfattare och musiker.

## Filmografi
- 2018 – Felix möter Ingvar Kamprad[1]
- 2018 – Erhoffte lösung
- 2019 – Störst av allt (TV-serie)
- 2019 – Min tur
- 2019 – Innan vi dör (TV-serie)
- 2019 – Gåsmamman (TV-serie)
- 2019 – Min tur
- 2019 – Känner du min granne
- 2020 – Drottningarna
- 2020 – Helt perfekt (TV-serie)
- 2020 – Sincerely Yours
- 2020 – Kärlek & Anarki (TV-serie)
- 2021 – Agenterna
- 2021 – Solsidan (TV-serie)[2]

## Manusförfattare
- 2016 – Kärlek, krig och andra katastrofer
- 2020 – Kvinnorna på ön

## Teater

### Roller (ej komplett)
| År   | Roll   | Produktion                        | Regi           | Teater                 |
| ---- | ------ | --------------------------------- | -------------- | ---------------------- |
| 2022 | Herr Y | Paria (pjäs) August Strindberg    | Jakob Graf     | Löfstad slott          |
| 2015 | Anton  | Emil i Lönneberga Astrid Lindgren | Lisa Lindkvist | Astrid Lindgrens värld |